# Chełstów
Chełstów (deutsch: Groß Schönwald) ist ein Dorf in der Woiwodschaft Niederschlesien, es liegt im Powiat (Kreis) Oleśnicki und gehört zur Gemeinde Twardogóra.

## Geschichte

### Mittelalter
In dem lateinischen Buch Liber fundationis episcopatus Vratislaviensis (Das Gehaltsbuch des Breslauer Bistums), das zu Zeiten des Bischofs
Heinrich von Würben in den Jahren 1295–1305 verfasst wurde, wird der Ort in der latinisierten Form Chelstow erwähnt. Nach deutschen Quellen taucht es dort auch unter dem Namen Schenwalth auf. Der Ort ist demzufolge zu deutschem Recht ausgesetzt worden und umfasste 60 Hufen. Aschermittwoch 1417 verlieh Konrad, Herzog in Schlesien, Herr zu Oels und Wartenberg dem Niclas Koslig, nach dessen Tode seinem Bruder und ihren Erben Rechte an dem Gut Schonewald und dazu noch das Jagdrecht.

### Neuzeit
1744 gab es in Schönwald 7 Bauern, 10 Gärtner und 14 Häusler. 1913 hatte der Ort 390 Einwohner, und war ein Dorf und Rittergut mit Försterei. 1920 ging der Ort an das Deutsche Reich. Seit 1945 gehört der Ort zu Polen.

## Sehenswürdigkeiten
- Die katholische Filialkirche St. Ägidius ist eine Schrotholzkirche, sie entstand um 1659; ein Vorgängerbau wird 1376 erwähnt. Renoviert wurde sie 1922, 1956–57 und grundlegend 1976, damals wurde die Vorhalle im Süden in eine Kapelle der Muttergottes von Tschenstochau umgewandelt. Der Hochaltar mit dem heiligen Ägidius stammt aus der Zeit um 1700; im Chor gibt es gotische Figuren der Heiligen Hedwig und Ägidius aus der Zeit um 1400. Dazu kommen Teile einer barocken Ausstattung von Michael Hildebrandt aus dem Jahre 1746, die von der Dreifaltigkeitskirche in Twardogóra (deutsch Festenberg) stammen.[4]

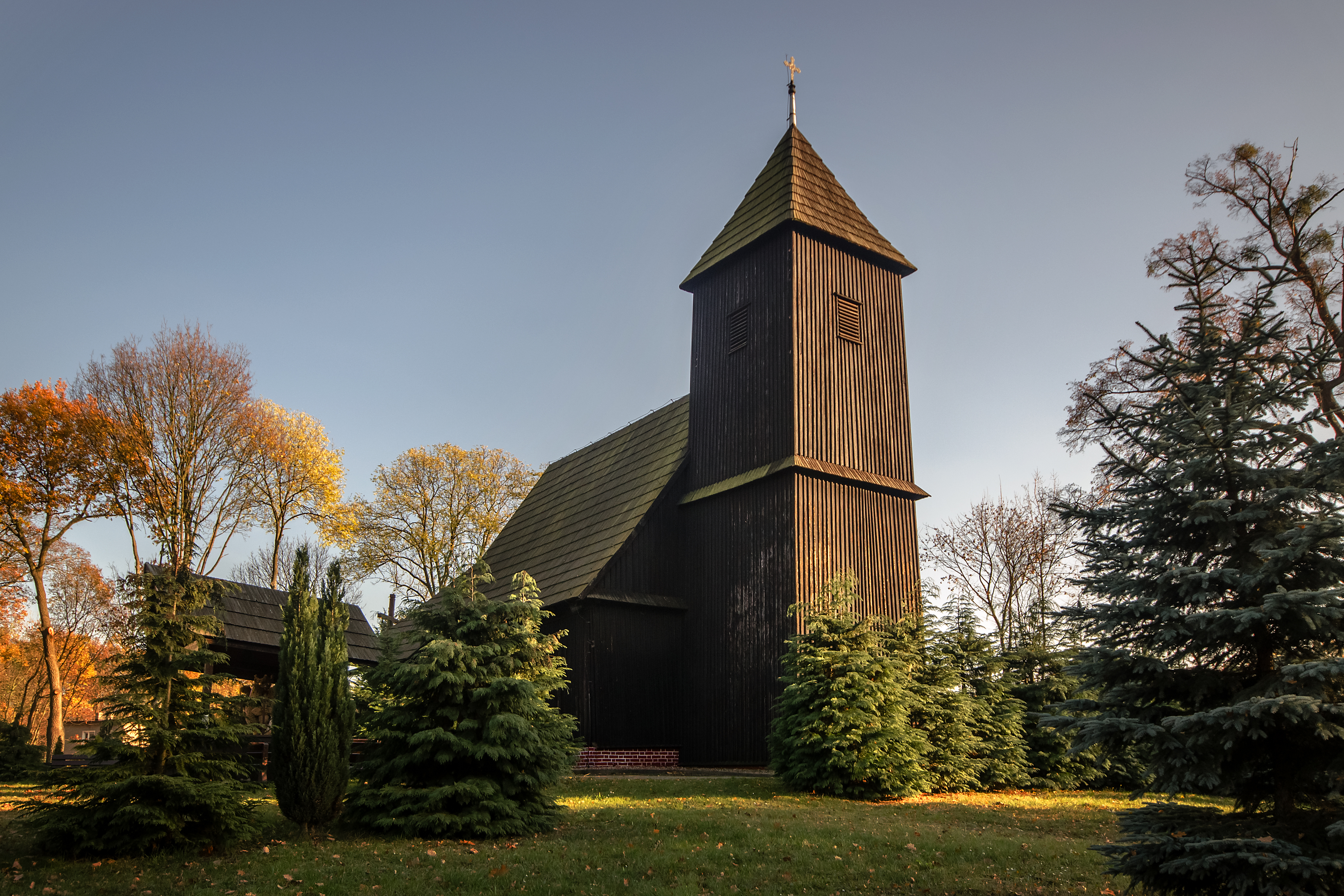
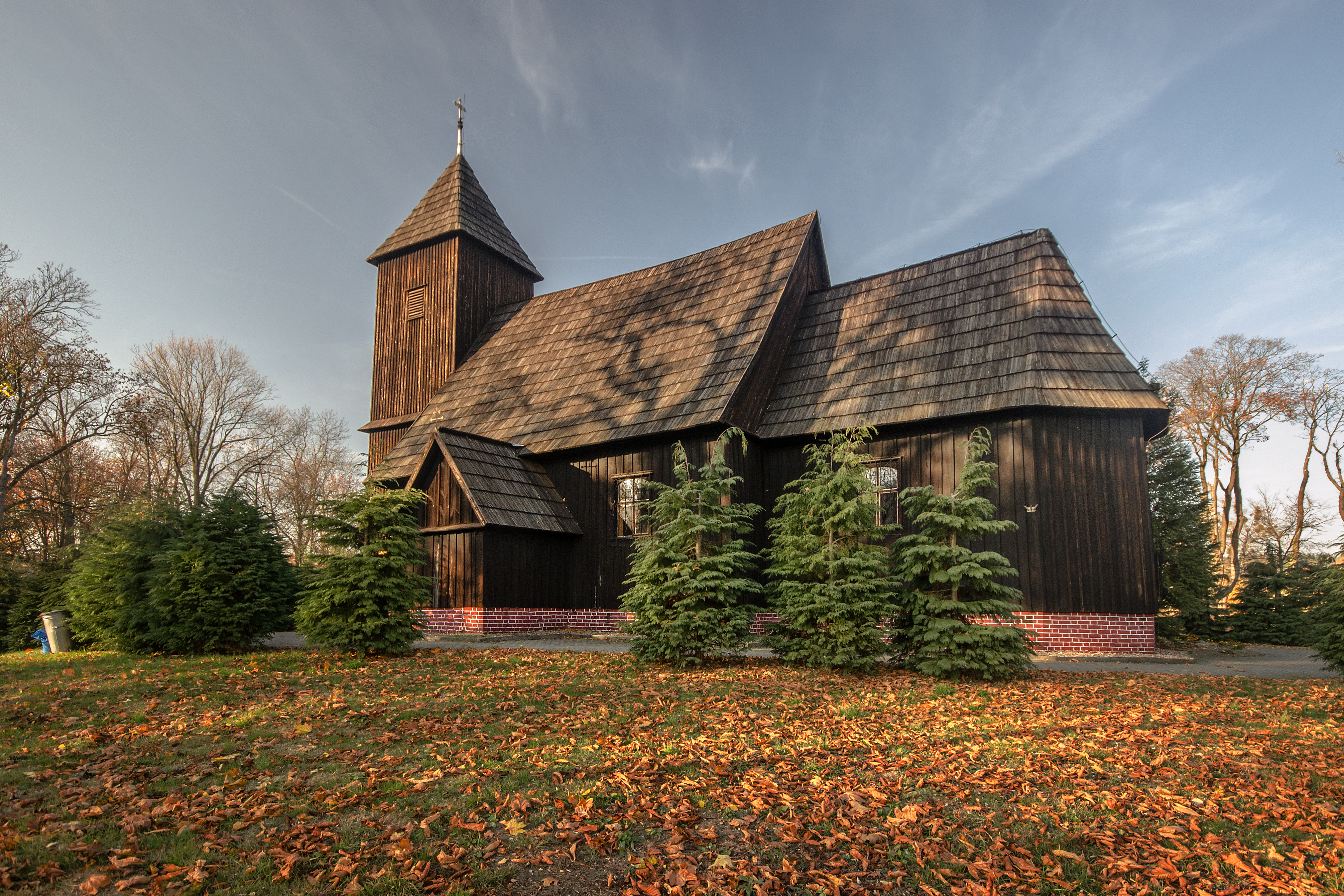
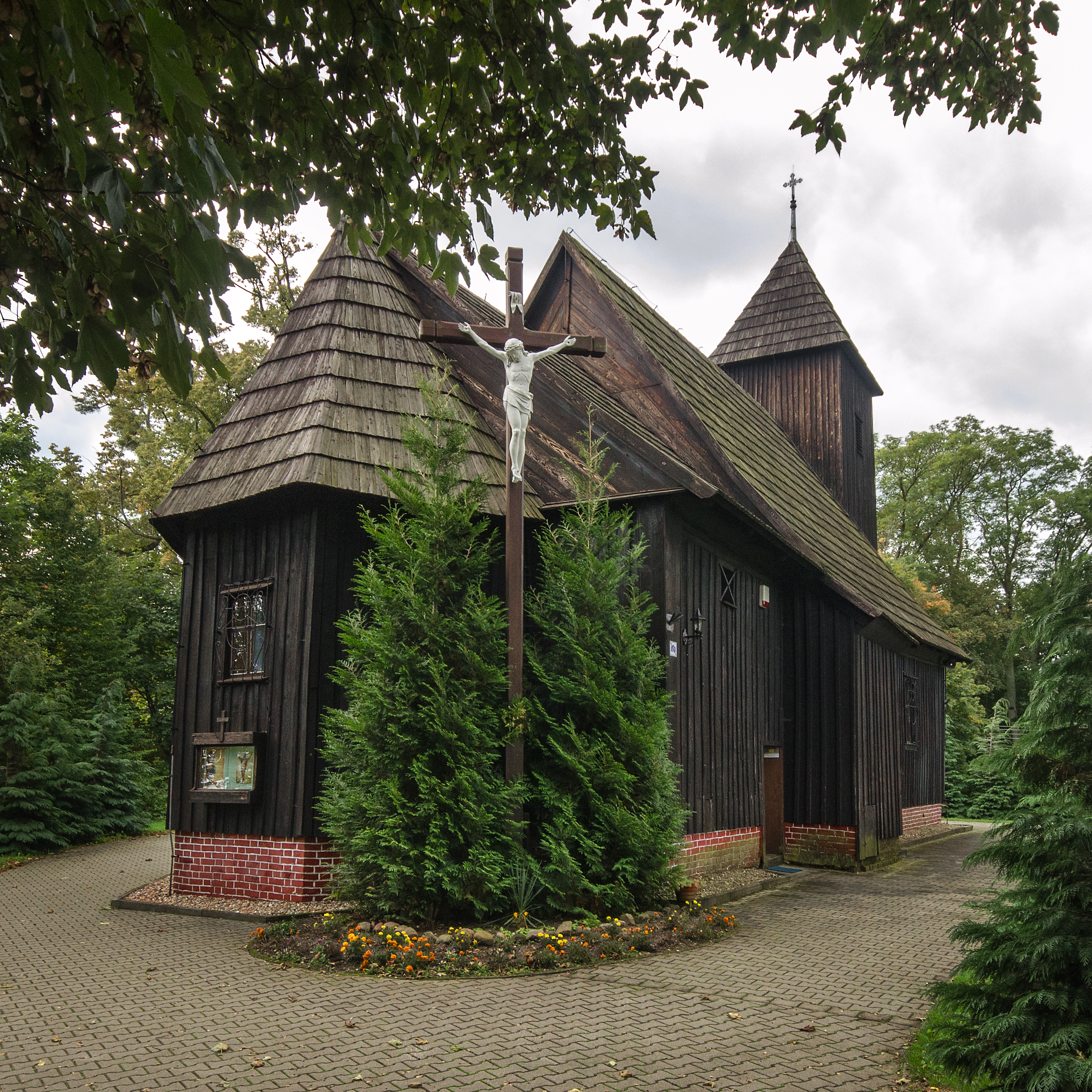